# 広島定吉
広島 定吉（ひろしま さだきち、1896年9月22日－1964年9月17日）は、日本の経済学者。宮崎県出身。早稲田大学卒。マルクス主義の文献を翻訳した。戦後は日ソ親善協会常任理事、日ソ翻訳出版協会懇話会役員など。

## 著書
- 近世哲学と唯物弁証法 研進社、1948.
- マルクス経済学読本 新興出版社、1948.
- 唯物史観読本 世界書院、1949.

## 共編
- 世界政治経済情報 堀江邑一共編. 清和書店、1937.

## 翻訳
- 国家 フランツ・オッペンハイマー 白揚社、1926.
- 伊太利に於けるファシズム運動 アキラ 白揚社、1927
- 史的唯物論の理論 マルクス主義社會學の通俗教科書 ブハーリン 白揚社、1927.
- 資本主義安定の諸問題 ジヤン・ステン,ロゾヴスキー、スターリン 白揚社、1927.4.
- 農民問題のテーゼ ニコライ・ブハーリン、ニコライ・レーニン 白揚社、1927.
- 弁証法的唯物論大要 ブハーリン 共生閣、1927.
- 弁証法と折衷主義 レーニン 暁星閣、1927.
- 世界資本主義の安定より危機へ スターリン,ブハーリン 訳編. マルクス書房、1928.6.
- 辯證法的唯物論入門 現代世界觀講話 アー・タールハイマー 白揚社、1928.
- イギリス労働運動史論 ロートシュタイン 叢文閣、1929.
- イスクラ時代 レーニン 田畑三四郎、武藤丸楠共譯. 白揚社、1929. レーニン全集
- 農業問題と「マルクス批判家」 レーニン 田畑三四郎共訳. 南蛮書房、1929.
- プロレタリアートの政治的任務 レーニン 白揚社、1929.
- レーニン選集. 第1輯 白揚社, 1929.5.
- カール・マルクス伝 メーリング マルクス書房、1930.
- 「ブハーリン唯物史観」批判 ルダス等 白揚社、1930.
- レーニン主義と哲學 ルツポル 白揚社, 1930.
- 弁証法的唯物論 ツイミヤンスキー 直井武夫共訳. 改造社、1932.
- 「弁証法的唯物論」教程 イー・シロコフ等 直井武夫共訳. 白揚社、1932.
- マルクス主義世界史. 第1編 北米合衆国史 絵入　ポクロフスキー監輯. 白揚社、1932.
- レーニン哲學ノート 原文對照全譯 アドラツキー・モロトフ其他編 直井武夫共譯. 白揚社、1932. レーニン集
- 近世哲学史および弁証法的唯物論における因果性の問題 ベ・ボグダーノフ、ヴェ・ミハイロフ ナウカ社、1933. 弁証法的唯物論叢書
- 経済学 第3巻 上 -- 改訂版 コフマン監輯 共訳. 叢文閣、1933.
- 史的唯物論 ミーチン,ラズウモフスキー監修 直井武夫共訳 ナウカ社、1933. コムアカデミア編輯教科書叢書
- ヘーゲルと弁証法的唯物論 訳編. ナウカ社, 1933. 弁証法的唯物論叢書
- スピノザと弁証法的唯物論 ミーチン、ラリツェウィチ共編  弁証法的唯物論叢書 ナウカ社、1933.
- マルクス主義經濟學 コムアカデミー・レーニングラード支部經濟學研究所編 コフマン監輯 直井武夫、西雅雄共譯. 叢文閣 1933.
- 唯物弁証法辞典 イシチェンコ編 ナウカ社、1934.
- アメリカに於ける資本主義の発達 ポクロフスキー編 白揚社、1935.
- 経済学史 ローゼンベルグ 直井武夫共訳. ナウカ社、1935.
- ニーチェ哲学とファシズム ベルナヂネル ナウカ社、1935.
- カール・マルクス年譜 マルクス・エンゲルス・レーニン研究所編 改造社、1936.
- 史的唯物論 アダミャン ナウカ社、1936.
- 支那制覇戦とアメリカ カントロウイチ 堀江邑一共訳. ナウカ社、1936.
- 唯物史観北米合衆国史 ポクロフスキー監輯 白揚社、1937.
- 唯物論辞典 ミーティン,イシチェンコ共編 白揚社、1937.
- 支那制覇戦と太平洋 カントロウイッチ 堀江邑一共訳. 生活社、1938.
- 支那経済戦 グロヴァ・クラーク 生活社、1939.
- 世界古代史. 第1卷 ストルヴェ 白揚社、1939.
- アメリカ帝国義主義の解剖. 上巻 B.ラン 生活社、1941.
- 概観世界史 第1-7巻 ゲオルグ・ウェバー 紀元社、1941-42.
- 入門哲学史 カール・フォルレンダー 今日の問題社、1942.
- 哲学史入門. 上巻 カール・フォルレンダー 高山書院、1946.
- ドイツ帝国主義の歴史的特殊性 ヴァルガ 新興出版社、1946.
- 歴史唯物論 ソ聯邦百科大辞典版 新興出版社、1946.
- レーニン主義の諸問題. 第1 (レーニン主義の基礎) スターリン ナウカ社、1946.
- 社会主義の発展 独文和文対訳 エンゲルス 新興出版社, 1948.
- プロレタリア独裁論 パシュカニス、ベルマン、チェリヤノフ、アルイモフ編. ナウカ社、1950.
- 経済学史 ローゼンベルグ、ブリューミン 橋本弘毅共訳. 新興出版社、1951.
- 世界歴史教程 第1 (古代篇) ア・ヴェ・ミシュリン 社会科学研究会、1951.
- ソヴェト同盟の歴史 パンクラトワ編 新興出版社、1951.
- 物質と意識 ハスハチッヒ 1954. 青木文庫
- 唯物論哲学入門 橋本弘毅共訳 1955. 国民文庫